# Gródek (gmina)
Pour les articles homonymes, voir Gródek.
Gmina Gródek  est un gmina (commune) de Pologne de 430,6 km², située dans le powiat de Białystok, dans la voïvodie de Podlachie, d'une population de 5781 habitants (2007).

## Villes et villages du gmina
Outre la ville de Gródek la gmina comprend les villages et les localités de Bagno, Bielewicze, Bobrowniki, Borki, Chomontowce, Downiewo, Dzierniakowo, Glejsk, Gobiaty, Gródek-Kolonia, Grzybowce, Jakubin, Jaryłówka, Józefowo, Kołodno, Kondycja, Kozi Las, Królowe Stojło, Królowy Most, Kuberka, Łużany, Mieleszki, Mieleszki-Kolonia, Mostowlany, Narejki, Nowosiółki, Pałatki, Pieszczaniki, Piłatowszczyzna, Podozierany, Podzałuki, Przechody, Radunin, Ruda, Skroblaki, Słuczanka, Sofipol, Straszewo, Stryjenszczyzna, Świsłoczany, Waliły, Waliły-Dwór, Waliły-Stacja, Wiejki, Wierobie, Wyżary, Załuki, Zarzeczany, Zasady, Zielona, Zubki et Zubry.

## Gminy voisines
La gmina borde les gminy de Krynki, Michałowo, Supraśl, Szudziałowo et Zabłudów.